# Крутиголовка африканська
Крутиголовка африканська (Jynx ruficollis) — вид птахів з родини дятлових. Поширений у Субсахарській Африці.

## Поширення
Поширений в Африці південніше Сахари. Це птах саван, якому для гніздування потрібні дерева з дуплами.

## Підвиди
- Jynx ruficollis ruficollis (Wagler, 1830),[3] поширений у південно-східному Габоні, південному заході та сході Уганди, південно-західній Кенії, північній Танзанії, північній Анголі, північному заході Замбії, Мозамбіку, Есватіні та східній Південній Африці.
- J. r. aequatorialis (Ruppell, 1842),[4] нагір'я Ефіопії.
- J. r. pulchricollis (Hartlaub, 1884),[5] поширений у Нігерії, Камеруні, Південному Судані та північно-західній Уганді.

## Морфологічні ознаки
Довжина тіла 19 см, маса тіла 52-59 г у самців і 46-52 г у самиць. Дзьоб сірий, біля основи жовтий. Верх голови коричнево-сірий, щоки з чорно-білими смугами. Горло і грудка червоно-коричневі. Верх тулуба сірий. Криючі покриви крил покриті сіро-чорним малюнком з червонуватими відтінками. Сірі прямокутники з нерівними чорними смугами. Пір'я на череві білі, на черевній частині та навколо хвоста чорні, криючі покриви ніг і підхвістя світло-оранжеві, на черевній частині та навколо неї темні. Сірі ноги.